# Chimalhuacán
Chimalhuacán eller Santa María Chimalhuacán är en stad och huvudort i Chimalhuacán kommun i centrala Mexiko. Chimalhuacán är belägen i delstaten Mexiko. Staden ingår i Mexico Citys storstadsområde och hade 612 383 invånare vid folkmätningen 2010. Staden ingår i Mexico Citys storstadsområde.